# Krigsåret 1892

## Pågående krig
- Mahdistupproret (1881-1899)

## Händelser

### November
- November - En svensk härordningsreform genomförs varvid värnpliktsarméns övningstid utökas från 42 till 90 dagar.
- 17 - Franska soldater ockuperar Abomey, Dahomey.

### Okänt datum
- Bofors tillverkar sin första kanon.

## Födda
- 30 mars - Erhard Milch, tysk militär, generalfältmarskalk 1940, krigsförbrytare.
- 13 april - Arthur Travers Harris, brittisk fältmarskalk, flygmarskalk under andra världskriget.
- 2 maj - Manfred von Richthofen, tysk flygare under första världskriget, känd som "Röda Baronen".
- 12 maj - Ferdinand Schörner, tysk generalfältmarskalk.
- 28 maj - Sepp Dietrich, tysk SS-officer (Oberstgruppenfûhrer).
- 22 juni - Robert Ritter von Greim, tysk flygmilitär; generalfältmarskalk.
- 17 oktober - Theodor Eicke, tysk SS-officer.

## Avlidna
- 15 december - Randall L. Gibson, amerikansk general.